# Portrait du Prince Balthazar Carlos
Le Portrait du Prince Balthazar Carlos est une toile de Velázquez de 1632 qui représente le prince héritier né en 1629. C’est l’une des premières toiles de la maturité du maître sévillan. La toile est exposée à la Collection Wallace de Londres.

## Histoire
Velázquez retourna à Madrid de son premier voyage en Italie entre la fin de 1630 et le début de 1631. En son absence, naquit le fils de Philippe IV d'Espagne, et, selon Francisco Pacheco, le roi attendit le retour de Velázquez pour le faire peindre, et sans permettre qu’un autre le peignit.
Il n’y a aucune information sûre sur les propriétaires de la toile avant la décennie 1830, lorsque Frank Hall Standish l’acquit, peut-être à Séville. En 1842, il passa dans la collection de peinture espagnole de Louis-Philippe, et fut exposé au Louvre. Il fut vendu aux enchères avec les biens du roi en 1853 et acquis par lord Hertford. Depuis 1896 il fait partie de la Collection Wallace, dans la Hertford House.

## Description
Le prince âgé de trois ans est vêtu d’une tunique à manche bouffantes, avec un col blanc, il porte un plastron en damas, porte une  épée, une écharpe cramoisie, et à la main droite un bâton de général. Devant lui, sur un coussin rouge, repose un chapeau noir à plumes blanches. 
Le costume est très semblable à celui du portrait de Boston, mais la technique de peinture du costume est radicalement différente : les incrustations des broderies d’or sur le vêtement vert obscur, peints avec précision sur Balthazar Carlos avec un nain sont peints dans la version de Londres au moyen de centaines de petits coups de pinceaux blancs et ors, séparés les uns des autres. Ils donnent de la vivacité, l’apparence de la spontanéité. Ce mode de travail permet également de mieux faire ressortir le visage, comme foyer d’attention primaire. En faisant abstraction du nain et du tapis, on produit un retour aux plus austères portraits officiels que le roi imposait,.